# エリカの花散るとき
「エリカの花散るとき」（エリカのはなちるとき）とは、1963年2月に発売された西田佐知子の楽曲である。発売元はポリドール・レコード（現：ユニバーサルミュージック、品番はDJ-1288）。

## 解説
元々は、「浜辺と私」がレコードA面にあたる楽曲で、そのB面曲として「エリカの花散るとき」は収録されていた。発売後、当楽曲が有線放送等で徐々に人気が沸騰し、同年大晦日放送の『第14回NHK紅白歌合戦』（連続3回目の出演）で本楽曲を披露した。なお、第14回はほぼ全編の映像が残る最古の『紅白』であり、当日の西田の歌唱シーンも残っている。
表題曲「エリカの花散るとき」の "エリカ" とは、エリカ属の花の名前である。一番の歌詞に「伊豆の山々」が出てくることから静岡県の伊豆地方が舞台となっている。作詞・作曲及び編曲者は、「アカシアの雨がやむとき」を手がけた“水木かおる・藤原秀行”コンビによる。
演奏は、ポリドール・オーケストラ。

## 収録曲
全作曲・編曲：藤原秀行
1. 浜辺と私
作詞：薩摩忠
  - NHKテレビ歌謡
2. エリカの花散るとき
作詞：水木かおる
  - 流行歌

## 収録作品
エリカの花散るとき
- 西田佐知子 アカシアの雨がやむとき（1993年：POCH-1288）
- 全曲集（1994年：POCH-1437）
- 西田佐知子全曲集（1999年：POCH-1842）
- スーパー・バリュー 西田佐知子（2001年：UPCH-8010）
- GOLDEN☆BEST 西田佐知子（2003年：UICZ-6041）
- 西田佐知子 ベスト10（2005年：UPCY-9016）
- ベストヒット&カラオケ 西田佐知子（2006年：UPCY-6167）
- 西田佐知子 魅惑のヒット集ベリーベスト（2006年：EJS-5）
- 西田佐知子歌謡大全集（2007年：UPCY-9096/100）
- 西田佐知子 エッセンシャル・ベスト（2007年：UPCY-9137）
- 初めての街で 〜西田佐知子ベストセレクション〜（2009年：UPCY-6543）

## カバー
- 秋吉久美子 - アルバム『秋吉久美子』（1975年：ELEC-9）でカバー
- 舟木一夫 - アルバム『花もよう』（1976年：AP-7056）でカバー
- あさみちゆき - アルバム『あさみのうた 〜港のカラス〜』（2004年：TECE-25492）でカバー
- 八反安未果 - アルバム『忘れないわ』（2007年：XNRR-10001）でカバー[1]
- 松原健之 - アルバム『旅立つ季節に』（2010年：TECE-30900）でカバー